# Брайан, Зак
Зак Брайан (лат. Zach Bryan) — американский кантри-музыкант, автор-исполнитель из города Улога, штат Оклахома. Его дебютный на крупном лейбле альбом American Heartbreak (2022) занял пятое место в американском чарте Billboard 200. В 2023 году его альбом с собственным названием Zach Bryan также дебютировал на первом месте в Billboard 200, а композиция «I Remember Everything» с участием Кейси Масгрейвс заняла первое место в US Billboard Hot 100. Сам Брайан получил награду как «Лучший новый музыкант» на церемониях Billboard Music Awards и Academy of Country Music Awards.

## Биография
Зак Брайан (полное имя Закари Лейн Брайан, Zachary Lane Bryan) родился 2 апреля 1996 года в Окинаве (Япония), когда его семья служила в военно-морском флоте, но вырос в городе Улога Оклахома. Он сын Дьюэйна Брайана и Аннетт ДеАнн (Маллен) Брайан, у него есть сестра Маккензи. Продолжая семейную традицию, Брайан в течение 8 лет служил в ВМС США. Он начал писать песни в 14 лет и использовал свободное время во время службы на флоте для сочинения музыки в своё удовольствие.
25 января 2022 года Брайан объявил, что 20 мая 2022 года выпустит свой дебют на крупном лейбле (им стал Warner Records), тройной альбом American Heartbreak. Он дебютировал на пятом месте в американском хит-параде Billboard 200, набрав более 70 000 эквивалентных альбому единиц, что стало самой большой первой неделей для кантри-альбома в 2022 году.
25 августа 2023 года Брайан выпустил свой четвёртый альбом (второй на крупном лейбле) с собственным названием Zach Bryan. Он дебютировал на первом месте в Billboard 200.
Брайан был назван лучшим новым артистом 2023 года по версии Billboard за его возросшую популярность в течение года, например, за его первое появление на вершине Billboard 200 и Billboard Hot 100.
На 66-й ежегодной церемонии вручения премии «Грэмми» Брайан был номинирован в трех категориях. Его четвертый альбом с собственным названием был номинирован в категории «Лучший кантри-альбом». Песня «I Remember Everything» с участием Кейси Масгрейвс была номинирована в категории «Лучшая кантри-песня». Песня также была номинирована и победила в номинации «Лучшее выступление дуэта/группы в стиле кантри», что стало первой победой Брайана на «Грэмми» за всю его карьеру.
В начале 2024 года Брайан начал анонсировать свой пятый студийный альбом под названием The Great American Bar Scene. 24 мая 2024 года Брайан выпустил лид-сингл The Great American Bar Scene, «Pink Skies (Eulogy)».

## Дискография
Дискография Зака Брайана включает, в том числе, следующие релизы:
- DeAnn (2019)
- Elisabeth (2020)
- American Heartbreak (2022)
- Zach Bryan (2023)
- The Great American Bar Scene (2024)

## Награды и номинации

### Grammy Awards
| Год  | Номинируемая работа       | Категория                          | Результат |
| ---- | ------------------------- | ---------------------------------- | --------- |
| 2023 | «Something in the Orange» | Best Country Solo Performance      | Номинация |
| 2024 | Zach Bryan                | Best Country Album                 | Номинация |
| 2024 | «I Remember Everything»   | Best Country Song                  | Номинация |
| 2024 | «I Remember Everything»   | Best Country Duo/Group Performance | Победа    |

### Billboard Music Awards
| Год  | Номинируемая работа       | Категория                  | Результат |
| ---- | ------------------------- | -------------------------- | --------- |
| 2023 | Зак Брайан                | Top New Artist             | Победа    |
| 2023 | Зак Брайан                | Top Male Artist            | Номинация |
| 2023 | Зак Брайан                | Top Hot 100 Songwriter     | Номинация |
| 2023 | Зак Брайан                | Top Hot 100 Producer       | Номинация |
| 2023 | Зак Брайан                | Top Streaming Songs Artist | Номинация |
| 2023 | Зак Брайан                | Top Country Artist         | Номинация |
| 2023 | Зак Брайан                | Top Male Country Artist    | Номинация |
| 2023 | Зак Брайан                | Top Rock Artist            | Победа    |
| 2023 | American Heartbreak       | Top Country Album          | Номинация |
| 2023 | American Heartbreak       | Top Rock Album             | Победа    |
| 2023 | «Something in the Orange» | Top Streaming Song         | Номинация |
| 2023 | «Something in the Orange» | Top Country Song           | Номинация |
| 2023 | «Something in the Orange» | Top Rock Song              | Победа    |
| 2023 | «I Remember Everything»   | Top Rock Song              | Номинация |

### Academy of Country Music Awards
| Год      | Номинируемая работа | Категория                   | Результат |
| -------- | ------------------- | --------------------------- | --------- |
| ACM 2023 | Зак Брайан          | New Male Artist of the Year | Победа    |

### Country Music Association Awards
| Год      | Номинируемая работа | Категория              | Результат |
| -------- | ------------------- | ---------------------- | --------- |
| CMA 2023 | Зак Брайан          | New Artist of the Year | Номинация |